# Lacs Granite
Pour les articles homonymes, voir Granite.
Les lacs Granite (en anglais : Granite Lakes) sont des lacs américains dans le comté de Tuolumne, en Californie. Ils sont situés à 3 178 mètres d'altitude au sein de la Yosemite Wilderness, dans le parc national de Yosemite.